# جادوگر خبیث غرب
جادوگر خبیث غرب یا جاوگر منفور غرب (به انگلیسی: The Wicked Witch of the West) شخصیتی ساختگی و شخصیت منفی اصلی مجموعه داستان "جادوگر شهر از" نوشته ال. فرانک باوم است. این شخصیت همچنین در بقیه کتاب‌های این سری نیز وجود دارد؛ با این که در داستان اول می‌میرد. در داستان، دو ساحره خوب (جادوگرهای جنوب و شما) و دو ساحره بد (جادوگرهای غرب و شرق) وجود دارند. شخصیت اصلی داستان دروتی، پس ازین که مدتی به عنوان برده برای او کار می‌کند، با ریختن یک سطل آب بر روی او وی را می‌کشد. جادوگر غرب از آب همواره وحشت داشته و آب دشمن وی محسوب می‌شود. معروف‌ترین حضور این شخصیت در سینما در نسخه اقتباس‌شده سال ۱۹۳۹ با بازی مارگارت همیلتون است. در لیست ۱۰۰ سال... ۱۰۰ قهرمان و شرور به انتخاب بفا، وی در رتبه چهارم برترین شروران تاریخ سینما قرار گرفت.